# Parasemia matronalis
Parasemia matronalis är en fjärilsart som beskrevs av Frey. 1843. Parasemia matronalis ingår i släktet Parasemia och familjen björnspinnare. Inga underarter finns listade i Catalogue of Life.